# Jake Deckard
Jake Deckard (Nueva York, 30 de diciembre de 1972) es un actor estadounidense de películas y revistas pornográficas orientadas exclusivamente al público gay. 
En abril de 2006, un acuerdo entre Titan Media y Raging Stallion terminó con un intercambio entre él (Raging) y François Sagat (Titan). Deckard fue nominado al Hombre del Año en Raging Stallion en 2007. Deckard también trabajó con la directora Chi Chi LaRue. En 2008, creó su propia productora, Screaming Eagle XXX.
Actualmente trabaja con el director y el editor en Screaming Eagle XXX y en Raging Stallion. Deckard ya no es exclusivo de Raging, pero sigue teniendo relaciones con el estudio. Deckard ganó el premio al mejor actor e intérprete del año enPremios GayVN 2008.

## Videografia
- Ink Stain '(Director)'
- Jock Itch 2: Balls to the Wall (actor y director) '
- Jock Itch (estrella y director)
- Grunts: The New Recruits (Mejor actor GayVN 2008)
- Grunts: Mala conducta
- Grunts: hermanos de armas
- Espejismo
- Ink Storm (Actor y director) (Mejor video fetiche, Grabby 2008)
- Erotikus
- Reproducción
- Instinto
- Señores de la jungla
- Músculo centurión III: Omega
- Músculo grande
- Big Blue: en la sala de calderas
- Llamadas nocturnas
- El lado equivocado de las pistas (Parte 2)
- Enganche
- Arcade en Ruta. 9

## Premios
Premios
- 2007 Hombre Raging Stallion del año
- Hombre espada desnudo del año 2007
- 2008 GayVN Mejor actor
- Artista GayVN del año 2008
- 2008 XBIZ Intérprete del año
- Artista Grabby del año 2008
- 2008 Mejor escena de dúo "Reproducción" con Remy Delaine
- 2008 Mejor video fetichista (director) "Ink Storm"
- 2009 Mejor video de oso (director) "Maximus"